# Vladimir Yermoshin
Vladimir Yermoshin (em russo:  Владимир Васильевич Ермошин, em bielorrusso:  Уладзімер Васільевіч Ярмошын ou Uladzimier Vasilievič Iarmosh'yn) (Pronsk, 26 de outubro de 1942) foi o primeiro-ministro da Bielorrússia de 18 de fevereiro de 2000 a 1 de outubro de 2001.